# Norman Briski
Naum Briski (Santa Fe, 2 de enero de 1938), conocido como Norman Briski, es un primer actor, dramaturgo, director de escena y director de cine argentino, uno de los actores más destacados de su generación, con una extensa carrera en cine y teatro.

## Biografía
Briski nació en la ciudad de Santa Fe en una familia de origen judío y creció en la ciudad de Córdoba, donde comenzó a interesarse por la actuación y en 1955 debutó con la obra La farsa del señor corregidor. En los años sesenta se dio a conocer al público masivo por su actuación en publicidades de televisión y sus presentaciones en el ya desaparecido Instituto Di Tella.

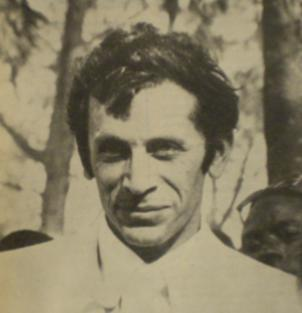
Briski en 1970

Obtuvo un sonado éxito con la película La fiaca (1969), de Fernando Ayala, coprotagonizada por Norma Aleandro.
En 1975, amenazado por la Triple A (Alianza Anticomunista Argentina) debió exiliarse en España, donde fue convocado por el director Carlos Saura, obtuvo gran éxito con el film Elisa, vida mía (1977). En 1983 regresó a Argentina, retomó su carrera y se dedicó a la política.
En 1987 fundó el Teatro Caliban de Buenos Aires que dirige. 
Tiene cinco hijos: Gastón , fruto de su relación con la actriz y cantante Nacha Guevara, Olinda  y Catalina  , fruto de su relación con Laura Melillo  y las gemelas Sibelina y Galatea fruto de su relación con Eliana Wassermann.
Su sobrina fue la actriz Mariana Briski (1965-2014), hija de su hermano Mario Briski.

## Filmografía

### Televisión
- El encargado (2024) como Román Loyola.
- El jardín de bronce (2023) como Pepe Salmons.
- Otros pecados (2019) como Raúl Rodríguez (Episodio 1).
- Mi hermano es un clon (2018-2019) como Alejandro Figueroa.
- La pulsera (2017) como El Viejo.
- La última hora (2016) como El Jefe.
- La casa del mar (2016-2017)  como Pedro López.
- En terapia (2014)
- Babylon (2012) como comisario retirado Lauro Das Pedras.
- Actuando por un sueño
- Los Sónicos
- Los Únicos
- Tratame bien
- Uno más uno
- Sin condena
- La bonita página
- Bajamar, por la que obtuvo el premio Martín Fierro.
- Primicias
- Tiempo final, por el que recibió su segundo Martín Fierro.
- Botines
- Una familia especial
- Mujeres de nadie
- Bendita vida
- Mujeres asesinas
- Epitafios
- Los machos de América
- Resistiré (2003)
- Vulnerables (1999)
- Naranja y media (1997)
- Charly, días de sangre, telefilm de 1990, dir. Carlos Galettini.
- Socorro! Quinto año

### Cine
Actor
- 1967: Cómo seducir a una mujer de Ricardo Alventosa
- 1968: Psexoanálisis, de Héctor Olivera
- 1969: La fiaca, de Fernando Ayala
- 1969: El bulín  de Ángel Acciaresi
- 1970: La guita, de Fernando Ayala
- 1971: Los neuróticos, de Héctor Olivera
- 1971: Juguemos en el mundo, de María Herminia Avellaneda
- 1971: Disputas en la cama, de Mario David
- 1974: Clínica con música, de Pancho Guerrero
- 1973: Luces de mis zapatos, de Luis Puenzo
- 1977: Elisa, vida mía, de Carlos Saura
- 1979: El corazón del bosque, de Manuel Gutiérrez Aragón (España)
- 1979: Mamá cumple cien años, de Carlos Saura
- 1985: Los días de junio, de Alberto Fischerman
- 1986: Soy paciente, de Rodolfo Corral
- 1990: Charly, días de sangre, de Carlos Galettini (video)
- 1991: De regreso (El país dormido), de Gustavo Postiglione
- 1992: La peste, de Luis Puenzo
- 1995: Hijo del río, de Ciro Cappellari
- 1996: Juntos, in any way, de Rodrigo Grande (cortometraje)
- 1997: El impostor, de Alejandro Maci
- 1997: Plaza de almas, de Fernando  Díaz
- 1998: La cruz, de Alejandro Agresti
- 1998: La sonámbula, recuerdos del futuro, de Fernando Spiner
- 2000: Sin querer, de Ciro Cappellari
- 2000: El astillero, de David Lipszyc
- 2001: El amor y el espanto, de Juan Carlos Desanzo
- 2004: La mina, de Víctor Laplace
- 2007: La peli, de Gustavo Postiglione
- 2007: La mirada de Clara, de Pablo Torre
- 2009: Los chicos desaparecen, de Marcos Rodríguez
- 2012: 5.5.5, de Gustavo Giannini
- 2014: Betibú, de Miguel Cohan
- 2016: Me casé con un boludo, de Juan Taratuto
- 2018: El amor menos pensado, de Juan Vera
- 2019: La misma sangre, de Miguel Cohan
- 2021: 98.1
- 2022: Granizo, de Marcos Carnevale
- 2022: Argentina, 1985, de Santiago Mitre
- 2024: Las corredoras, de Néstor Montalbano[7]
- 2024: El hombre que amaba los platos voladores, de Diego Lerman
- TBA: Guía para muertos recientes de Eugenio Zanetti

### Teatro
- Alfalfa
- Rebatibles
- Cena incluida
- Con la cabeza bajo el agua
- El astronauta
- Fin de siglo
- Familia S.A
- Verde oliva
- Las primas
- No te vayas, con amor o sin él
- El barro se subleva
- Nagasaki de memoria
- La conducta de los pájaros
- Vidé la muerte móvil
- La conducta de los pájaros
- Al Lector
- La medicina: Tomo I
- Unificio
- 9.81
- Sobre el hilo

### Director
- 9.81 La película (2021)

## Autor
- Alfalfa
- Rebatibles
- Cena incluida
- Con la cabeza bajo el agua
- El astronauta
- Fin de siglo
- Familia S.A
- Verde oliva
- Las primas
- No te vayas, con amor o sin él
- El barro se subleva
- La conducta de los pájaros
- Vide la muerte móvil

## Libros publicados
- Teatro del actor: obras de Norman Briski. Atuel, 1996.
- Teatro del actor, 2. Instituto Nacional del Teatro, 2005.
- De Octubre a Brazo Largo. Ed. Madres de Plaza de Mayo. 2005
- Teatrobrik: cinco obras de teatro y un guion televisivo. RCL Río Cultura, 2008.
- Nagasaki de memoria - El Barro se subleva. Ed. Dunken. 2011.
- No te vayas, con amor o sin él. Losada, 2011.
- Cuentos para el Coco. Dunken, 2012.
- Norman Briski. Mi política vida. Entrevista a fondo con el periodista Carlos Aznárez. Ed. Dunken, 2013.
- Guerrilla para la Paz. Ed. Dunken, 2016.
- +5. Ed. Dapertutto, 2021.
- 9.81-La historieta. Ed. Dapertutto, 2022.
- Ensayo Instructivo - Para actrices y actores. Ed. Dapertutto, 2023.
- Teatro Necesario. Ed. Dapertutto, 2023.

## Premios y nominaciones
| Año  | Obra                                  | Director | Escritor | Actor | Notas                                                              |
| ---- | ------------------------------------- | -------- | -------- | ----- | ------------------------------------------------------------------ |
|      | La fiaca                              |          |          |       |                                                                    |
|      | Rosencrantz y Guildenstern han muerto |          |          |       |                                                                    |
|      | Otros paraísos                        |          |          |       |                                                                    |
|      | Fin de siglo                          | Sí       | Sí       |       |                                                                    |
|      | El alquiler de la sombra              | Sí       | Sí       |       |                                                                    |
|      | Solo brumas                           | Sí       |          |       |                                                                    |
|      | La Posta de los Generales             | Sí       | Sí       |       |                                                                    |
|      | No te Vayas con Amor o sin Él         | Sí       | Sí       |       |                                                                    |
|      | El barro se subleva                   | Sí       | Sí       |       |                                                                    |
|      | Unificio                              | Sí       | Sí       |       |                                                                    |
| 2018 | Al lector                             | Sí       | Sí       |       |                                                                    |
| 2018 | Vidé/la muerte Móvil                  | Sí       |          |       |                                                                    |
| 2018 | La conducta de los pájaros            | Sí       | Sí       |       | Escrita junto a Vicente Muleiro, con música original de Fito Páez. |

| Año  | Premio               | Categoría                                    | Programa                           | Resultado |
| ---- | -------------------- | -------------------------------------------- | ---------------------------------- | --------- |
| 2001 | Premio Martín Fierro | participación especial en ficción            | Tiempo final                       | Ganador   |
| 2001 | Premio Clarín        | obra de teatro de autor argentino            | Rebatibles                         | Ganador   |
| 2005 | Premio Martín Fierro | participación especial masculina             | Una familia especial               | nominado  |
| 2005 | Premio Martín Fierro | actor protagonista de unitario y/o miniserie | Botines y Mujeres asesinas         | nominado  |
| 2006 | Premio Martín Fierro | actor protagonista de unitario y/o miniserie | Mujeres asesinas                   | nominado  |
| 2007 | Premio Martín Fierro | participación especial en ficción            | Mujeres de nadie                   | nominado  |
| 2007 | Premio Martín Fierro | actor protagonista de unitario y/o miniserie | Cuentos de Fontanarrosa y 200 años | nominado  |
| 2007 | Premio Clarín        | actor dramático                              | 200 años                           | nominado  |
| 2008 | Premio Martín Fierro | actor protagonista de unitario y/o miniserie | Mujeres asesinas                   | nominado  |
| 2009 | Premio Martín Fierro | actor de reparto en drama                    | Tratame bien                       | nominado  |
| 2009 | Premio Clarín        | actor dramático                              | Tratame bien                       | nominado  |
| 2016 | Premio Ace           | Director                                     | Vidé/ la muerte móvil              | Ganador   |
| 2017 | Premio Ace           | Trayectoria                                  | Trayectoria                        | Ganador   |